# 붕당
붕당(朋黨)은 조선 중기 이후 특정한 지역적, 학문적, 정치적 입장을 공유하는 양반들이 모여 구성한 정치 집단이다. 붕당 정치(朋黨政治)는 학문적 유대를 바탕으로 형성된 각 붕당들 사이의 공존을 특징으로 하는 조선의 독특한 정치 운영 형태를 말한다. 현대의 정당(政黨)처럼 정치적인 견해를 중심으로 구분된 집단이 아니라 지연, 학연, 이해관계에 따라 무리가 나뉘고 구성되었으므로 붕당(朋黨)이라 불리게 된 것이다. 공론에 입각한 상호 비판과 견제를 통하여 균형을 이루고 공존을 원칙으로 하는 붕당 정치는 현대의 정당 정치와도 유사점을 찾을 수 있다. 하지만 정치적인 이해 관계는 물론 구성원 사이에 학문적 유대 또한 공유했다는 점이 조선 시대 붕당의 특수한 성격이다. 또한 정치적 역학 관계의 정립에 있어서 탕평론은 국왕에 의한 타율적 정리라고 한다면, 붕당론은 자율적 힘의 균형이라고 할 수 있다.
조선초기부터 권력을 장악한 붕당이었던 훈구파(勳舊派)는 15세기 후반 성종때부터 중앙에 진출한 사림파(士林派)와 대립하였다. 훈구파는 4차례의 사화(士禍)를 통해 사림파를 탄압했으나 사림파는 이를 극복하고 16세기 중엽 선조때에 이르러 중앙 정계를 장악하였다. 그러나 1575년(선조 8년) 동서분당(東西分黨) 사건을 계기로 사림파는 서인과 동인으로 분파되며 본격적으로 붕당정치가 시작되었다. 붕당시작의 근본 원인은 당시 완전히 정리되지 않은 훈구 정치의 청산과 향후 국정운영의 방법을 놓고 선·후배 세대간의 입장 차이와 한정된 관직을 둘러싼 경쟁에 있었다.
이 시기의 붕당은 특정 가문의 권세가 정치에 개입하는 것을 막고, 공론에 입각한 상호 비판을 통해 조선 중기 정치 발전에 기여하였다. 그러나 정조가 승하하고 순조가 즉위한 19세기 초엽 이후 붕당 정치 체제는 사실상 막을 내리고, 특정 양반 가문이 권력을 쥐고 독재하는 세도정치로 변질되었다. 붕당 정치를 당쟁(黨爭) 또는 당파 싸움이라고도 부르나, 이 용어에 대한 역사적 근거는 없다. 다만 조선왕조실록에서는 조정에서 이루어지는 의견의 교환과 대립에 대해 당의(黨議)라고 표현하였다.
동인은 북인과 남인으로 분파되었는데, 북인은 다시 대북과 소북으로 나뉜후, 광해군이 즉위하자 대북이 득세하며 소북은 몰락하였다. 인조반정(1623)으로 대북이 숙청당한후 서인과 남인이 정권을 잡았다. 경신환국(1680)으로 남인이 몰락한후 득세한 서인은 노론과 소론으로 나뉘었다. 을사처분(1725)으로 노론이 정권을 잡았으나 임오화변(1762)을 계기로 시파와 벽파로 분파되었다. 순조때 신유박해(1801)가 일어나 남인과 시파가 숙청을 당하며 재기불능상태가 되고 벽파가 조정을 완전히 장악하였다. 이어 순조의 외척인 안동 김씨가 득세하며 세도정치가 시작되었고, 조선의 붕당 정치는 붕괴하고 말았다. 

## 배경

### 붕당의 기원
붕당은 본래 중국에서 정치인의 집단을 가리키는 말로, 유교적 정치 이념하에서 붕당을 형성하는 것은 범죄로 인식되었다. 조선의 군주체제에서도 신료가 붕당을 결집하는 것은 범죄에 해당하며, 성종때 완성된 《경국대전》에는 이에 대한 처벌 규정이 들어 있다. 그러나 송나라 이후 신유학에서는 구양수(歐陽修)와 주희(朱熹) 등에 의해 성리학 이념은 군자(君子)끼리 모인 '군자당'(君子黨)이 소인(小人)을 배제하고 정치를 주도하여야 한다는 논리가 제시되었다. 이를 받아들인 조선의 유학자들도 조선 중기 이후 붕당을 결집하기 시작하였다.

### 사림의 조정 장악
1567년에 후계없이 명종이 죽자 선조가 즉위하여 조선 최초로 방계가문이 왕통을 계승하게 되었다. 선조는 중종의 서손으로 즉위시점에 부모가 모두 사망한 상태였으며 외척세력도 약했고, 2년전에 문정왕후와 윤원형의 죽었으며, 명종의 왕비인 인순왕후는 1년만에 수렴청정을 거둔후 정치에 일절 관여하지 않았다. 선조는 지난 기묘사화(1519년)때 희생된 자들을 사면, 복권하여 사림의 조정진출의 길을 열어 놓았고, 비록 조광조가 기묘사화때 죽었으나 그의 개혁의 유산으로 강화된 이조전랑의 권한을 바탕으로 사림파가 대거 중앙정계에 진출하였다. 선조 역시 성리학 이념에 충실한 사림을 가까이 하고 공신과 왕실의 외척을 배척하자 자연스럽게 척신정치가 사라지고 훈구파는 사림으로 흡수되었다.
선조는 문신들로 하여금 한강가의 독서당(讀書堂, 호당)에서 공부하면서 매달 글을 지어 바치게 하였다. 이이(李珥)의 유명한 《동호문답(東湖問答)》이 독서당에서 제출된 것이다. 사림 정치가 확산되면서 많은 인재가 배출되어 이른바 '목릉성세(穆陵盛世)'로 불리는 문치주의의 절정을 꽃피웠다. 그러나 사림이 많아지면서 기성 사림과 신진 사림의 분화가 촉진되고 여러 붕당(朋黨)을 형성하여 서로 경쟁하는 양태로 변하였다. 성리학에서는 군자(君子)들의 붕당 형성을 긍정하였기 때문에 사림 정치가 붕당 성립을 가져오는 것은 필연적 추세였다.

### 근본 원인
조선 시대에 붕당이 발달하게 된 원인에는 크게 세 가지가 있다. 첫째, 유학파(儒學派)의 대립, 둘째, 왕실 내척(王室內戚)의 내분, 셋째, 제도상의 결함이다. 특히 제도상의 결함은 양반의 수는 늘어가는데 양반에게 수급권을 줄 토지가 모자라게 된 데에도 원인이 있다. 이 와중에 과전법은 직전법으로 바뀌면서 기성세력과 신진 세력 사이에 알력이 생겨났다. 이는 달리 보면 훈구파와 사림파의 대립이었다. 이러한 대립은 성종 때까지는 겉으로 드러나지 않았으나 연산군 때부터 차츰 불거지게 되었고, 결국 선조 때 김효원(金孝元)과 심의겸(沈義謙)의 대립이 직접적 원인으로 작용하면서 붕당 정치가 시작된다.

## 역사

### 붕당의 형성
최초의 붕당 대립 구도의 성립은 1575년(선조 8년)으로 이조전랑직 임명 문제로 인한 갈등으로 심의겸을 추종하는 기성 사림인 서인과 김효원을 영수로 하는 신진 사림인 동인의 결집에서 비롯되었다. 심의겸이 서울 서쪽에, 김효원이 동쪽에 살았기에 이러한 이름이 붙었다. 서인과 동인의 분당은 문반 관료의 인사권을 쥔 이조 전랑 자리를 둘러싸고 심의겸의 아우(심충겸)와 김효원이 서로 다툰 데서 비롯되었다. 이조 전랑은 5품·6품의 낮은 자리이지만, 삼사(三司)의 하나인 홍문관(옥당) 출신의 엘리트 관료가 임명되는 것이 관례로서, 삼사(三司)의 공론(公論)을 수렴하여 대신들을 견제하고, 또 물러날 때에는 후임자를 스스로 천거할 뿐 아니라, 이 자리를 거치면 재상으로 쉽게 오를 수 있는 요직이었다. 따라서 전랑의 자리를 누가 차지하느냐는 권력 경쟁의 핵심 과제였다.
이 사건에는 서인과 동인의 분당 배경에는 기성 관료와 신진 관료의 이해와 충돌, 학파와 지연의 차이, 그리고 척신 정치에 대한 강·온의 태도 차이가 밀접히 관련되어 있었다.

### 동인 대 서인
선조가 즉위하면서 훈구파는 자연스럽게 몰락하였고, 그동안 훈구파의 탄압을 견디어낸 사림파가 정치 주도 세력이 되었다. 
동인(東人)은 조선 최초의 붕당으로 16세기 중엽 사림파 중 신진 세력인 김효원, 류성룡, 이산해 등이 연합하여 결성하였다. 주로 이들은 영남 명유인 이황, 조식의 문하였으며, 이 밖에도 개성의 처사학자인 서경덕 문인들도 가담하여, 이들의 연합은 학연의 성격이 짙었다. 동인은 대체로 지방의 청류를 자처하는 한사(寒士)들로 구성되어 있었지만, 일원적인 학맥과 정책을 가진 것이 아니어서 자체 내에 이질적 요소를 많이 지닌 청류의 연합 세력과 비슷했다. 서인의 정책이 주로 치인(治人)에 역점을 두어 제도 개혁을 통한 부국안민(富國安民)에 치중했다면, 동인의 정책은 수기(修己)에 역점을 두어 치자(治者)의 도덕적 자기 절제를 통해 부패를 막으려는 데 관심을 기울였다. 동인의 구성원들은 신진 사림의 급진파로 이루어져 있어 훈구파의 척신 정치의 청산에 대해 강경한 입장을 취했다.
서인은 대체로 서울 근방에 생활 근거를 둔 고관들이 주류를 이루었는데, 학문적으로는 이이·기대승·김인후(金麟厚)의 영향을 많이 받았다. 또 왕비는 대체로 서울 근방의 고관 집에서 채택되는 것이 관례여서 자연히 서인 중에는 척신이 많을 수밖에 없었다. 심의겸도 명종비(妃)의 동생으로서 외척에 속하는 인물이었다. 그러나 그는 체질적으로 사림에 속하고 또 사림도 그를 존경하여 옛날의 척신과는 달랐다. 초기에 기성 사림 중심의 서인은 학문적 구심이 없어 큰 세력을 발휘하지 못했지만, 동인과 서인 사이의 중재역을 자처하던 이이가 서인에 합류하고 성혼도 서인에 합류하면서 두 사람이 서인의 구심을 이루게 되었다.
이후 붕당은 정치적 이념과 학문적 경향에 따라 결집되어 정파적 성격과 학파적 성격을 동시에 가지게 되었다.

### 동인의 분열
선조 초에는 서인과 동인의 경쟁 체제가 유지되면서 큰 실정은 없었으나, 1589년(선조 22) 기축옥사(정여립 모반 사건)를 계기로 서인은 동인을 배제하고 정권을 잡는 데 성공하였다. 이 사건에는 동인 중 일부 급진 세력이 관련되어 처벌을 받았기에, 서인에 대한 동인의 감정을 자극하였다. 2년 뒤인 1591년(선조 24)에 동인은 정철이 세자 책봉을 왕에게 건의한 사실을 문제 삼아 정철 일파를 내몰았다(→건저문제).
그때 선조가 동인의 편을 들어주어 동인은 세력을 회복하게 되고, 정철의 처벌 문제로 인해 강경파(급진파)인 이산해 중심의 조식·서경덕계인 북인(北人)과 온건파인 류성룡 중심의 이황계인 남인(南人)으로 갈라졌다. 기축옥사 때 피해를 입은 세력이 조식·서경덕계였으므로 북인은 서인에 대한 반감이 컸다.
도요토미 히데요시가 일본을 통일하고 조선을 침략할 기미를 보이자 조선은 일본에 사절단을 파견하였으나, 당시 조선은 일본이 침략할 가능성이 있는지 없는지를 놓고 소모적인 정쟁을 벌이기도 하였다.
정철 일파의 실각으로 동인 특히 북인이 우세한 가운데 임진왜란이 일어나자 혼란한 가운데 정권을 잡은 남인은 일시적으로 서인과 북인과의 공존 체제를 취했다. 그러나 일본과의 화의 계획이 실패하면서 강경책을 취했던 북인이 득세하고, 북인이 다시 광해군을 내세운 대북(大北)과 영창대군을 내세운 소북(小北)으로 분열되어 광해군 즉위와 함께 대북이 정권을 잡았다. 서인과 남인에 비해 학문적 기반이 부족했던 대북은 왕권 중심의 강력한 정치를 지향하고 다른 당파의 배제를 꾀하였다. 그러나 북인의 탄압을 받던 남인과 서인이 연합하여 1623년 인조반정을 일으키면서 이후 북인은 정계에서 숙청되어 남인에 흡수되거나 흥선대원군 집권 이전까지 정계에서 배제되었다. 정권을 잡은 서인은 형식적으로 남인과 연합 정국을 구성하였으나, 효종이 즉위하면서 북벌론을 국시(國是)로 하면서 성리학의 대의(명분론·의리론과 원칙론)에 충실한 서인의 입지는 더욱 커져 갔다.

### 당쟁의 격화
숙종대에 이르러 상호 비판을 전제로 100년 가까이 공존하던 서인과 남인의 대립은 점점 격화되기 시작하였다. 경신환국, 기사환국, 갑술환국 세 차례에 걸친 환국의 와중에 남인과 서인은 서로를 숙청하고 정치적으로 제거하는 데 온 힘을 쏟았다.
이때, 붕당의 변질을 가져온 두 가지 문제가 예송과 환국이다. 예송은, 상복을 입는 기간에 관한 문제로, 효종과 효종의 비인 인선왕후가 승하했을 때, 효종의 모친이자 선왕 인조의 계비였던 자의대비(장렬왕후)가 상복을 입는 기간에 관한 논쟁이다. 이러한 논쟁이 발생한 까닭은, 인조와 그의 제 1비였던 인열왕후의 첫째 아들인 소현세자가 왕이 되지 못하고 병사하여 소현세자의 아들이 왕이 되어야 했으나, 둘째 아들이었던 봉림대군이 효종으로 즉위하여 왕이 되었기 때문이다. 1차 예송에서 효종이 죽었을 때, 대부분의 서인은 효종이 둘째아들이라는 데에 착안하여 1년 상을 주장하였고, 남인은 왕이라는 데에 착안하여 3년 상을 주장하였다. 결국 서인이 승리하여 1년 상을 하는 것으로 하였다. 하지만 2차 예송에서 인선왕후가 죽었을 때, 서인은 효종이 차자이므로 조대비(자의대비)가 9개월간 상복을 입어야 한다고 했고, 남인은 효종을 장자로 인정하여 1년간 입어야 한다고 했다. 이때는 남인이 승리하였다. 그로써, 서인의 대부분은 정계에서 축출되었다.
하지만 경신년, 허적의 집에서 있었던 연시연을 계기로, 서인은 경신환국을 통해 정권을 장악하여 인현왕후 민씨를 숙종의 계비로 들이는 등 권력을 장악했다. 하지만, 기사환국이 일어나 남인이 다시 집권하여 당시 남인이 들였던 후궁인 희빈 장씨가 숙종의 총애를 받아 중전이 되고, 서인 세력이었던 인현왕후는 폐비되었다. 실각한 서인은 이 과정에서 송시열을 중심으로 한 노론(老論)과 윤증·박세채를 중심으로 한 소론(少論)으로 나뉘었다. 노론과 소론은 갑술환국을 통해 복권하면서 남인을 완전히 제거하였고, 희빈 장씨는 사약을 받고 인현왕후가 복귀되었으나 곧 병사하였다. 이후 노론과 소론의 당쟁이 영조 즉위 때까지 이어졌다.
그러나 역설적이게도 이 당쟁이 치열해질수록 숙종은 성군이 될 수 있었고, 그 덕분에 백성들도 살기 편했다. 왜냐하면 정적이 건재하여 서로 첨예하게 대립하는 상황에서 정치인들은 부패할 수가 없었기 때문이다.

### 탕평책
영조는 즉위하던 해(1724년) 당쟁의 폐단을 지적하고 탕평책(蕩平策)을 폈다. 영조는 노론과 소론 사이의 화해를 유도하고 당파를 가리지 않고 인재를 등용하겠다고 선언해 이전까지의 격렬한 당쟁은 영조대에 이르러 사라졌다. 또한 노론과 소론 양쪽의 주요 인물들을 외척으로 만들어 세력의 안정화를 꾀했는데, 이 과정에서 오히려 탕평책을 지지하는 탕평당이라는 이름의 거대한 당파를 만드는 결과를 낳았다.
영조의 뒤를 이어 즉위한 정조는 영조의 탕평책을 계승하였다. 그러나 당쟁의 표면적 안정에 중점을 두고 능력에 관계없이 양쪽을 고르게 등용한 영조와는 달리, 정조는 국정의 철학으로 명절과 의리를 제시하고 자신의 국정 운영에 부합하는 세력(남인의 청남계, 노론의 청명당계 등)을 중용하였다. 영조의 탕평책과 대비하여 정조의 탕평책은 준론탕평(峻論蕩平, 옳고 그름을 명백히 가리는 탕평책)이라 불린다. 그러나 붕당 간의 당쟁은 완전히 사라지지 않고 정조의 정책에 찬성하는 시파(時派)와 반대하는 벽파(僻派)로 새로운 당파를 형성하여 당쟁을 계속하였다.

### 시파 대 벽파
사도세자의 죽음을 에워싸고 시파와 벽파 간의 당쟁이 일어난다. 장헌세자의 죽음 이후 그의 죽음을 동정하는 시파와 그의 죽음의 정당성을 주장하는 벽파가 생겨났다. 홍봉한 일파는 시파에 속하고 김귀주(金龜柱) 일파는 벽파에 속하는데, 이로써 노론의 분열은 물론 소론·남인도 주로 시파에 속하는 등 당쟁의 양상은 더욱 복잡해졌다. 그 후 정조가 즉위하자 자연히 시파를 가까이했으며, 순조가 즉위했을 때는 영조의 계비인 김씨가 섭정을 함에 따라 벽파가 정권을 잡았다. 1801년(순조 1년)에 일어난 신서파와 공서파의 대립이었던 신유박해도 이 시파·벽파의 대립이 밑바탕에 깔려 있었다. 

### 붕당정치의 종말
1800년에 정조가 죽고 순조 대신 수렴청정하던 대왕대비 정순왕후 김씨는 1801년에 신유박해를 통하여 국내 로마 가톨릭 신자 탄압을 빌미로 시파를 모두 숙청하였다. 정순왕후의 수렴청정이 끝난 후에는 김조순이 정권을 잡게 되고 그의 딸을 왕비로 삼으면서 안동 김씨의 세도 정치가 시작되었다. 그와 동시에 붕당은 정치 세력으로서의 의미를 상실하게 됐다.

## 당파의 분할 과정
조선 전기에는 훈구파와 사림파라는 두 개의 파벌이 있었는데, 훈구파가 훨씬 권세가 컸으며 명종 시대까지 훈구파의 정치의 주도권을 가지고 있었다. 첫 붕당은 집안 내의 붕당으로서 파평 윤씨 일가인 윤임과 윤원형을 영수로 삼은 대윤과 소윤이다. 대윤과 소윤은 중종 때부터 명종 때까지 주요 당파로 있었으나 윤임과 윤원형의 죽음으로 당은 거의 사라졌다. 선조 때부터는 사림파가 득세하였는데, 이때 동인과 서인으로 당대의 대학자 이이와 이황을 영수로 하여 나뉘었다. 두 당파는 동서분당을 계기로 완전히 갈라설 때까지 혼재한 상태였다.
이후 동인은 후에 이황의 제자인 남인과 그 외 인물은 북인으로 분할되었고, 이이의 당파인 서인은 나뉘는 동인으로 말미암아 세력이 넓어지는 듯했으나, 광해군 시절 정파로 자리잡은 북인에서 갈라진 대북과 소북으로 말미암아 서인은 정치적 입지를 잃었다. 서인은 인조반정으로 다시 득세한 이후로 남인과 당쟁을 벌였고, 남인을 꺾은 이후 노론과 소론으로 다시 분할되어 당쟁을 서로 벌였다.
현종 때부터 숙종 때까지 남인과 서인이 번갈아 정권을 잡았다. 이때 남인은 서인 처벌을 엄히 하자는 청남과 느슨하게 하자는 탁남으로 나뉘었다가 영조 때에 다시 남인으로 통합된다.
영조가 탕평책을 실시하여 사색당파를 고루 등용한다고 하였지만, 사도세자가 죽는 임오화변의 영향으로 사색당파가 벽파와 시파로 나뉘었다. 이때 노론은 대체로 벽파로서 사도세자에 반대하여 그 죽음을 방조 또는 찬성했으며, 시파는 대체로 노론과 북인을 제외한 나머지로서 사도세자를 지지하여 그 죽음을 반대하였다. 정조의 즉위로 시파가 득세했지만, 정조 말년에 천주교가 조선에 들어오면서 그에 대해 극렬하게 반대한 공서파와 그에 대해 느슨하게 대한 신서파로 나뉘었다. 공서파는 벽파가 주를 이루며, 신서파는 시파가 주를 이루었으나 동일한 당파는 아니었다.
순조가 즉위한 이후로는 수렴청정하는 대왕대비의 벽파가 크게 득세한 가운데 공서파도 세를 얻지만, 시파는 일시적으로 약화되고, 신서파는 몰락한다. 그 뒤 시파인 김조순의 세도 정치로 붕당은 종말되었다.
사색당파인 동인, 서인, 남인, 북인은 정치적 당파이면서 학파의 성격을 지니지만, 시파·벽파 및 공서파·신서파는 정치적 당파일 뿐 학파와는 무관하다.

## 역사적 평가
선조 이후의 조선 정치사 연구는 당쟁론과 군신공치론(君臣共治論)에 입각한 붕당정치론이 공존하고 있다. 당쟁론은 조선의 당파를 이익 집단 내지 파당, 곧 특권적 권력 집단으로 보고 이들에 의한 권력 쟁탈전으로 보는 시각이다. 이에 반해 붕당정치론은 붕당간의 비판과 견제를 통해 균형을 유지하며 공존을 원칙으로 한 정치 형태라는 입장에서 접근하는 시각이다. 17세기 이후는 산림(山林)이 군주권을 매개로 권력집단에 참여하는 형식으로, 중국이나 일본에는 없는 조선만의 독특한 정치상황이 전개되었다.
당쟁의 폐해를 조선의 멸망 원인으로 보던 지적에 대해 조선시대의 정치사를 왜곡하기 위한 일본의 식민사관의 영향이라는 설이 확산되었으나, 조선 시대에도 당대 지식인들의 당쟁에 대한 비판이 존재하였다. 이익은 '붕당론'을 통해 당쟁의 폐단을 지적하며, 당쟁의 원인은 관직을 차지하기 위한 싸움이라고 비판하였다. 구한말 유생 황현은 《오하기문》이라는 수필을 통해 붕당의 폐해가 극심하면 반드시 나라가 망하였다고 언급한후, 옛날의 붕당은 한세대에 그치고 말았는데 지금의 붕당은 3백년이나 오랜 세월을 끌어오면서 문벌을 따지는 비루한 풍습까지 가중시키고 있다고 비난하였다.
시데하라 아키라 등은 한국인의 민족성이 본래 싸움을 좋아하고, 잔혹하고, 사람의 목숨을 경시하기 때문에 당쟁이 가열되었다고 주장하였다. 또한 조선이 임진왜란 초반에 기민하게 대응하지 못하고 패배를 거듭한 이유가 동인과 서인 사이의 대립 때문이라고 보기도 했다. 계급 투쟁에 초점을 맞춘 역사가들은 붕당이 지배 계층인 양반 사회의 이득만을 대변하는 정치 집단이라는 점에서 뚜렷한 한계를 지니고 있었음을 지적한다. 호소이 하지메는 "조선 사람의 혈액에 특이한 검푸른 피가 섞여 있어, 머리카락색이나 눈동자빛과 같이 바뀔수 없는 천성" 때문에 당쟁이 일어났다는 말도 안되는 이론을 내놓았다. 미지나 쇼에이는 조선이 강대국의 틈바구니에 있었기 때문에 독립성이 결여돼 서로 의존해야 하는 당파를 만들었다는 억지 이론을 내놓았다.
그러나 붕당은 계급 의식이 깨어나지 않았던 근대 이전의 시대적 한계 속에서 발전된 정치 형태로서의 기능을 훌륭히 수행했음을 부정할 수 없다. 붕당 정치는 외척과 공신의 폐해가 컸던 조선 사회에서 특정 가문이나 공신 집단의 횡포를 효과적으로 견제하였다. 또한 절대 군주제 하에서도 신하들의 소수 의견이 자유롭게 개진될 수 있는 환경을 만들어 정치에 참여할 수 있는 기회를 중소 지주 계급 전체로 확대하는 데 기여했다. 오히려 순조 이후 붕당 정치가 붕괴하고 특정 가문이 독재하는 세도 정치가 시작되면서 조선 왕조가 휘청대기 시작했다는 점에서 거꾸로 붕당의 정치적 자정 기능을 짐작할 수 있다.
또한 종래에 학자들이 시데하라 오타쿠아키라 등의 의견을 받아들여 당쟁으로 말미암아 무수히 많은 사람이 사약을 받아 죽었다고 주장해 왔으나 사실무근이다. 당쟁이 격심했던 이 시기는 1680년(숙종 6년) 경신대출척으로부터 1727년(영조 3년) 정미환국까지 50년 정도였으며, 이때 정치적 이유로 희생된 사람의 수는, 이건창이 지은 《당의통략》에 따르면, 모두 79명으로 1년에 약 1.6명이다.
이는 서양에서 당파 사이의 대립이 격심했던 때에 비하면 매우 적은 수가 희생되었다. (서양의 경우는 민중 혁명이며, 조선의 당파와는 그 성격이 다르다는 점을 참고하여야 한다) 예를 들면 프랑스혁명 당시인 1792년 8월 10일 하루에만 무려 1,300명이 정치적 이유로 희생되었으며, 파리 코뮌 기간, 흔히 “피의 주간”이라 불렸던 1871년 5월 21일부터 28일까지 7일 동안 25,000명이 희생되었다. 러시아의 “피의 일요일”이라 불리는 1905년 1월 22일 당일에는 150명이 사형에 처해졌다. 
게다가 조선시대에 당쟁이 격심했던 그 시기에 가장 민생이 안정되었음을 볼 때 역설적이게도 당쟁이 있었기 때문에 백성이 살기 좋았다. 이는 오늘날 역사에 '견제와 균형만이 평화를 가져다준다'는 교훈을 일깨워준다. 이와 반대로 분열과 대립이 없는 정치는 독재정치거나 요순임금과 같은 지극히 이상적인 정치밖에 될 수 없다는 것이다. 물론 조선 후기로 접어들면서 자파의 이해를 극대화하기 위해 파벌다툼을 벌이고 성리학적 대의명분에 지나치게 집착해 현실적인 대응력을 떨어뜨린 것은 분명한 사실이다.
당파는 주자학에 대한 철하적 이해의 차이에서 생성된 것이기도 했다. 율곡학파는 서인으로 모였고, 퇴계학파나 조식학파는 동인으로 모였다. 이기일원론(理氣一元論)과 이기이원론(理氣二元論)이라는 존재론적 문제에 대한 해석의 차이가 사림의 분화를 가져온 것이다.

## 여담
2013년 TGR21에 탕수육을 소스에 부어먹느냐, 혹은 찍어먹느냐에 대한 논쟁을 붕당 정치의 관계에 대입시켜 탕수육으로 본 조선시대 붕당의 이해로 정리했다.

## 같이 보기
- 한국의 역사
- 성리학
- 조선의 정치

## 참고 자료
- 신복룡 (2001년 12월 20일). 〈당쟁은 식민지사학의 희생양〉. 《한국사 새로 보기》 초 2쇄판. 서울: 도서출판 풀빛. 145~151쪽쪽. ISBN 89-7474-870-3.
- 이태진, 한국사특강편찬위원회 (2006년 8월 30일). 〈붕당정치의 성립과 전개〉. 《한국사 특강》 초 28쇄판. 서울: 서울대학교출판부. 175 ~ 189쪽쪽. ISBN 89-7096-115-1.
- 한영우 (2008년 3월 30일). 〈사림의 성장과 그 문화〉. 《다시찾는 우리 역사》 2 16쇄판. 서울: 경세원. 351~353쪽쪽. ISBN 89-8341-057-4.
- 이 문서에는 다음커뮤니케이션(현 카카오)에서 GFDL 또는 CC-SA 라이선스로 배포한 글로벌 세계대백과사전의 "〈양반관료의 대립과 분열〉" 항목을 기초로 작성된 글이 포함되어 있습니다.